# Ferhat Saglam
Ferhat Saglam (* 10. Oktober 2001 in Vaduz) ist ein liechtensteinisch-türkischer Fussballspieler.

## Karriere

### Vereine
Saglam begann seine Karriere beim liechtensteinischen Hauptstadtklub FC Vaduz (FCV). Zur Saison 2018/19 rückte er in das Kader der ersten Mannschaft vor. Sein Debüt in der Challenge League, der zweithöchsten Schweizer Spielklasse, gab er am 6. Oktober 2018 beim 2:2 gegen den SC Kriens, als er in der 86. Minute für Aron Sele eingewechselt wurde. Bis Saisonende kam der Stürmer zu fünf Einsätzen, wobei er ein Tor erzielte. Im Sommer 2019 wurde er an den Fünftligisten FC Balzers ausgeliehen. Für die Oberländer wurde er in 14 Partien eingesetzt, in denen er zwei Tore schoss. Nach Leihende in der Winterpause 2019 kehrte er zum FCV zurück. 2022 wechselte er zum USV Eschen-Mauren.

### Nationalmannschaft
Saglam absolvierte von 2017 bis 2018 insgesamt neun Spiele für die liechtensteinischen U-17- und U-19-Juniorenauswahlen.

## Erfolge
- Liechtensteiner Cup: 2022